# Fandango (Veracruz)
El fandango veracruzano (también conocido como Fandango jarocho en el sur de la entidad) es una fiesta popular que se celebraba y se sigue celebrando en algunas partes del centro y sur del estado de Veracruz junto con algunas zonas de otros estados, asimismo en la zona septentrional estatal que corresponde a la Huasteca.  Estas fiestas son importantes y se llevaban a cabo en ferias comerciales y eventos sociales,en los tiempos de la colonia y actualmente se celebran casi siempre como eventos culturales o de exhibición. En los fandangos se ejecuta y se baila música como el son jarocho y huasteco o los huapangos y el jarabe;y los músicos, cantantes y danzantes se relevan durante todo el tiempo de la fiesta, así mismo se unen músicos a aquellos que están tocando en el momento por lo que el número de músicos que tocan en un conjunto de son jarocho o huasteco tiende a variar mucho.  La danza de los fandangos se hace sobre una tarima, de la que parece derivar la denominación de huapango, que tiene una forma rectangular o cuadrada, y se caracteriza por bailarse zapateando en la tarima de una manera un tanto similar al flamenco de España. A diferencia de otros sones y danzas del país, el fandango y el son jarocho tienen ritmos y formas de danza relacionadas con los sonidos caribeños y españoles.

## Orígenes
Su origen se remonta a la época de la colonia en México, cuando el país era un lugar en el que se juntaron varias culturas europeas, orientales, indígenas e africanas, que se fusionaron durante el periodo de mestizaje creando las características propias de cada región del país. Según el Diccionario de Autoridades de 1735, para entonces el fandango en España era un "baile introducido por los que han estado en los reinos de Indias", es decir, se entiende que su origen es hispanoamericano y no español peninsular. Siendo Veracruz un puerto fue ahí donde primero llegaban las influencias tanto de las culturas externas al país como de las internas por ser un sitio de paso para el comercio. Estas características regionales se mantuvieron vivas gracias a las áreas rurales del país volviéndose parte del folclor del país. La tradición del fandango sirvió de unificación de las castas que vivían en esta región, que no se identificaban ni con los españoles peninsulares ni con los autóctonos americanos, quienes se llamaban a sí mismos jarochos.
Las celebraciones sociales donde se realizaba el fandango eran de todo tipo, desde bodas hasta festejos de santos. Pero siempre se realizaron en entornos rurales, para las clases campesinas del estado. Únicamente se ponía una tarima de madera y ahí se congregaban los participantes del festejo.
En Veracruz al festejo donde se bailan sones también le llaman huapango, palabra de posible origen indiano, y ya que esos bailes se realizaban en Tlacotalpan para la Virgen de la Candelaria, cabe mencionar que "La relación de Tlacotalpa" menciona que ahí había una Diosa prehyspana que se paseaba por el río como a hoy se hace con la virgen. La influencia indiana se nota sobre todo en que los festejos de huapango o fandangos se insertaron en ciclos festivos del indio que, a pesar de venerar sanctos del hyspano, veladamente siguió alabando a su Dioses por algún tiempo más, incluso eso sobrevivió en algunas partes hasta la actualidad, y en esos festejos además abundaba comida de origen prehyspano por ejemplo, como el mole tamales e pipian, que fray Bernardino de Sahagún ya viene a mencionar, e incluso el zapateado, podría ser indiano, porque fray Diego Durán menciona que a los indio les gustaba en sus bayles los pies a son llevar, e hasta hoy usan cascabeles en los pies, además de en tarimas zapatear.

## Área geográfica
La fiesta del fandango abarca toda la costa veracruzana, la cual da al Golfo de México y se llega a extender a lo ancho hasta las zonas de Xalapa y Córdoba. A lo largo del estado va desde Cosoleacaque hasta Boca del Río y se extiende un poco más abajo hasta el estado de Tabasco. La variante del fandango jarocho llega incluso a extenderse hasta algunas regiones del estado de Oaxaca.

## Temática
El fandango con su son jarocho tocan temas muy variados, entre ellos los siguientes: amor, ganadería, marinería y guerras. Debido al origen y antigüedad de estos temas muchas de las letras de los sones ya no son comprensibles hoy en día. Mucha de la lírica de las canciones contiene lenguaje propio de los marinos, provocando lo explicado anteriormente. Una de las canciones más conocidas de esta celebración en la actualidad, “La Bamba”, cae dentro de este problema.

## Variantes
Dentro del fandango en Veracruz existen dos variantes según su zona geográfica: El fandango huasteco y el fandango jarocho. Este último es el más común. Se basa en la improvisación vocal y dancística. Los instrumentos con los que se interpreta la música también suelen variar según la región del estado sin embargo la instrumentación básica para estas fiestas es: jarana, violín, requinto y arpa.

## Vestuario
Para el vestuario se utilizan ropas de encaje como faldas largas y blusas de colores para la mujer; y guayaberas, paliacates, pantalón y una faja. Las mujeres llevan también en el cabello un peinado de trenzas y un moño a combinación con la falda. Para el zapateado se utilizan tacones para las mujeres y botines o zapatos en los hombres, estos son para que les permitan marcar bien el zapateado y que sea lo suficientemente sonoro al chocar el tacón con la tarima.

## Tradiciones relacionadas
Algunas tradicionales que se le sumaron al fandango fueron la de la rama y el pesebre. En estas costumbres que se tienen hasta la fecha en el estado de Veracruz, la gente pasa casa por casa cantando y tocando villancicos durante las fiestas de diciembre, la época navideña, cargando con una rama decorada o un nacimiento con el objetivo de recibir, de quien vive en la casa, dinero. Era un pequeño fandango en cada hogar al que se iba. En la antigüedad esta actividad servía también para difundir los servicios de músicos. Hoy en día se hace a manera de entretenimiento para los niños.

## Relación con la identidad nacional
Durante la existencia del fandango ha habido movimientos nacionalistas que han permitido que los géneros musicales que este envuelve destaquen. Políticos han usado la música para promover sus campañas por puestos gubernamentales, tratando de apelar a la relación que tienen las personas con sus raíces. De igual manera ha habido políticas nacionales que buscan el reencuentro de los mexicanos con su cultura, más han sido fallos debido a que buscan dar unificación a todo el país cuando cada región ha tenido diferencias culturales. Músicos como Silvestre Revueltas, Carlos Chávez y José Pablo Moncayo han buscado también crear una regresión a las raíces musicales del país e integrarlas a la música orquestal. Andrés Huesca fue otro músico importante en la música del son y en los fandangos como expositor de este arte en México y Estados Unidos.

## Actualidad
Al día de hoy, mucha de la tradición del fandango se ha perdido y solo se han rescatado algunos sones que, sin embargo, han dejado de ser utilizados para el baile y el entretenimiento como lo eran en el pasado. Estos sones y bailes que forman el fandango se utilizan más que nada para la exhibición y el espectáculo, son pocos los lugares que continúan con la tradición del fandango netamente como una fiesta y son lugares marginados cuya cultura no ha sido tan afectada por la modernización del país. Se ha cambiado la forma de vestir a los danzantes por una más prolija y blanca. También se le ha quitado a la música y el baile la muy importante característica de la improvisación que hacía a estos fandangos únicos.

## Música y danza
Los bailarines utilizan la línea y rítmica de la guitarra o requinto como guía al bailar, sin embargo, quien tiene mayor presencia e importancia en la canción musicalmente hablando es la o las jaranas. Los demás instrumentos se van incorporando a lo largo de la pieza. Cuando se integra la voz o voces que cantan, cesa el zapateo de los bailarines. En algunas otras secciones de la canción se mantiene el zapateado y la música mientras una persona pregona versos y otra le responde.